# Morpho pelias
Morpho pelias är en fjärilsart som beskrevs av Hans Fruhstorfer 1913. Morpho pelias ingår i släktet Morpho och familjen praktfjärilar. Inga underarter finns listade i Catalogue of Life.